# Taixu

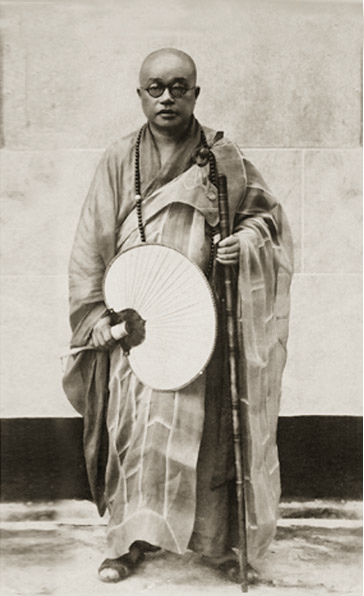
Taixu vistiendo sus ropas tradicionales kāṣāya.

Zhejiang Taixu (en chino: 太虛; 1890-1947) fue un budista modernista, activista y pensador que abogó por la reforma y renovación del budismo chino.
Su nombre laico era Lǚ Pèilín (呂沛林). Sus padres murieron cuando aún era joven, y fue criado por sus abuelos. A los 16 años fue ordenado en la escuela Linji del budismo Chan en el templo de Xiao Jiǔhuá (小 九華 寺 / 小 九华 寺) en Suzhou. Poco después de ser ordenado, recibió el nombre de Dharma de Taixu, que significa Gran Vacío. En 1909 viajó a Nankín para unirse a la Sociedad de Tallado del Sutra establecida allí por el budista Yang Renshan.
Como resultado de estar expuesto a los escritos políticos de Kang Youwei, Liang Qichao, Tan Sitong y Zhang Taiyan, Taixu volvió su mente a la reforma del budismo. En 1911 mientras se encontraba en Cantón, contactó con los revolucionarios que conspiraban para derrocar a la dinastía Qing y participó en algunas actividades revolucionarias secretas. Taixu describiría más adelante la formación de su pensamiento político durante este tiempo en su autobiografía (自傳 zìzhuàn):
Mi pensamiento social y político estaba basado en "Mr. Constitución", la Revolución Republicana, el Socialismo y el Anarquismo. A medida que leo obras como Zhang Taiyan, "Sobre el establecimiento de la religión", "Sobre los cinco aspectos negativos" y "Sobre la evolución", llegué a ver al anarquismo y al budismo como compañeros cercanos y como un posible avance del socialismo democrático.

## Papel en el Reavivamiento Budista
Además de ser un activista revolucionario para los chinos, Taixu era un budista modernista. Tomó la doctrina y la adaptó para que pudiera propagar el budismo en todo el mundo. Uno de sus grandes planes era reorganizar el Sangha. Previo plan era reducir el número de monjes en el orden monástico y según la historia del profesor de religión Don A. Pittman, 1930 Taixu había
Estos números incluyen sólo veinte mil monjes; Cinco mil estudiantes, doce mil bodhisattvas monásticos y tres mil ancianos. De los doce mil monasterios del bodhisattva, cinco mil debían difundir el Dharma a través de la predicación y la enseñanza públicas, tres mil sirviendo como administradores en las instituciones educativas budistas, mil quinientas dedicándose al trabajo de caridad y ayuda budista, mil quinientas sirviendo como instructores en el sistema educativo monástico , Y mil participando en diversos asuntos culturales.
Esta reorganización de la Sangha fue un intento de revitalizar el budismo, un paso importante para lograr una Tierra Pura en este mundo. El budismo de la Tierra Pura era ampliamente practicado en China durante su tiempo. La mentalidad modernista de Taixu lo llevó a propagar la idea de una Tierra Pura, no como una tierra de cosmología budista, sino como algo posible crear aquí y ahora en este mismo mundo. Pittman escribe:
Sus puntos de vista sobre la realización de ese ideal estaban lejos de los de la corriente principal de la Sangha contemporánea. En lugar de centrarse en las glorias de las tierras lejanas y puras, que eran accesibles a través de la confianza en el mérito espiritual y el poder de otros grandes bodhisattvas y budas, Taixu visualizó este mundo terrenal transformado en una tierra pura por la dedicación y el sacrificio de miles de trabajadores Bodhisattvas que eran conscientes de lo que su testigo concertado podría significar.
Al igual que muchos modernistas budistas, Taixu estaba interesado en utilizar tácticas como la traducción cultural (un método de explicar el budismo) para que los no budistas puedan comprender mejor la complejidad de la tradición. Por ejemplo, en su ensayo "Ciencia y Budismo", Taixu hace una traducción de la enseñanza del Buda de que dentro de cada gota de agua, hay 84 mil microbios, una enseñanza budista que básicamente dice que en nuestro mundo hay muchos más mundos. Él continúa explicando cómo, cuando uno mira dentro de un microscopio, uno podrá ver estos pequeños microbios y que cada uno es una vida propia.
En sus escritos conectó la teoría científica de que hay un espacio infinito sin centro del universo con los Sutras Budistas que dice: "El espacio es infinito y el número de mundos es infinito, porque todos están en contrapeso mutuo como una red de innumerables cuentas. Sin embargo, Taixu no creía que la ciencia fuera el todo y el fin. De hecho, vio que de ninguna manera era posible alcanzar la iluminación a través de la ciencia, aunque fuera capaz de explicar muchos de los misterios del universo. "El conocimiento científico puede probar y postular la doctrina budista, pero no puede determinar las realidades de la doctrina budista". Comprendía que el budismo era científico y, sin embargo, superaba a la ciencia. Al igual que otros modernistas budistas, Taixu condenó la superstición. Taixu explica que las dos supersticiones profundamente arraigadas eran la "Superstición de Dios" y la "Superstición de la Realidad". Estas dos supersticiones van de la mano para explicar por qué, según Taixu, el budismo es el único camino hacia la verdadera iluminación. La "Superstición de Dios" se puede entender como la ciencia nunca será capaz de explicar la existencia de lo sobrenatural. También la ciencia sólo es capaz de explicar los aspectos materialistas del mundo, lo que lleva a la segunda superstición, "Superstición de la Realidad". La "Superstición de la Realidad" es básicamente materialismo, pero como materialismo, en este sentido, significa lo que la ciencia es capaz de explicar. Estas dos supersticiones esencialmente ciegan la ciencia y la capacidad de las personas para ver las verdades que sólo el budismo puede revelar.

## Supervivencia e influencia de sus escritos
En una publicación de Taixu, él discute la importancia del diálogo interreligioso. Se da cuenta de los problemas que existen en China y, a través de una conversación con un arzobispo francés, ha podido comprender esta importancia. Taixu escribe:
"Todas las religiones deben ser reguladas para que se ajusten a la situación en China. No debe haber un rechazo manifiesto del catolicismo."
Esta cita muestra que Taixu creía que no había razón para negar las enseñanzas de otra religión porque las diferentes religiones, con la cooperación y la apertura de mente, tienen la capacidad de trabajar juntos y aprender unos de otros. Taixu llegó a incorporar algunas ideas cristianas, tales como métodos de instrucción pastoral y predicación del estilo de avivamiento, en sus propias prácticas budistas.
Más allá de la adopción de métodos cristianos selectos, un tema más controvertido que Taixu trató abiertamente fue la existencia de Dios. Cuando Taixu entró en tres años de confinamiento después de un fracasado intento de reforma, reflexionó sobre el tema,
"¿Quien es Dios? ¿Está hecho de materia o no? . . . Si existe sólo en el corazón, entonces su existencia es legendaria, similar a cosas tan inexistentes como "cabello de tortuga" y "cuerno de liebre". Por lo tanto, no debemos creer que Dios creó todas las cosas en el mundo. . . . ¿Cómo creó el Universo? Si el Santo Padre es parte del universo, no es razonable que Él creara el mundo. Desafío la existencia de Dios. Muéstrame la evidencia del nacimiento de Dios. ¿Qué era antes de Su nacimiento? ¿Existe Él porque posee una naturaleza inherente? No es racional afirmar que todas las cosas existen antes de Su nacimiento. Si hay un nacimiento, o un principio, debe haber un fin. No es razonable decir que Él es todopoderoso. . . . Si con conocimiento, Dios creó al hombre ya todas las cosas a Su voluntad, entonces creó al hombre a ciegas o ignorantemente? ¿Cómo podría Él crear cosas pecaminosas, crímenes, ignorancia e incluso blasfemos? Esto sería irrazonable. Si Él hizo todas estas cosas, sería irrazonable que Dios enviara a la gente al exilio, para hacerlos sufrir, en lugar de permitirles permanecer en el Paraíso. ¿Cómo podría Dios crear hombres que no le respeten?"
Taixu cuestiona la existencia de Dios porque racionalmente si uno mira la situación del mundo no hay evidencia de un dios. Parece vincular este argumento a las conexiones entre el budismo y la ciencia, y cómo la superstición crea un obstáculo en el camino hacia la iluminación.
En el propio artículo de Taixu "Ciencia y Budismo" ofrece muchos pensamientos interesantes y originales sobre la ciencia y la superstición. El argumento principal de Taixu en el artículo es que todas las supersticiones en el mundo como "La superstición de Dios o la restricción del ego" y "la superstición de la realidad" impiden el avance del descubrimiento científico debido a la cerrada mentalidad del Supersticiosas para ver más allá de sus creencias. Taixu escribe,
"La ciencia, por lo tanto, nunca puede ser el principal apoyo del budismo, aunque puede actuar como un valioso auxiliar y se puede esperar mucho de la unión de los dos métodos de investigación."
De sus escritos, los seguidores de Taixu pueden comprender un entendimiento de que él cree que la ciencia es un recurso valioso, pero debido a la firme fe de las personas en las supersticiones, nunca será un activo exitoso para el budismo. Parece argumentar que la ciencia es un medio para la iluminación, pero nunca permitirá que alguien llegue allí. En palabras de Taixu, "los métodos científicos sólo pueden corroborar la doctrina budista, nunca pueden avanzar más allá de ella".
Don Pittman escribió un libro titulado "Hacia un budismo chino moderno", en el que analiza los esfuerzos de reforma de Taixu. Uno de sus esfuerzos de reforma fue el intento de hacer realidad el budismo de la Tierra Pura.
Si hoy, basados en el buen conocimiento de nuestras mentes, podemos producir pensamientos puros y trabajar duro para lograr buenas obras. ¿Cuán difícil puede ser transformar una China impura en una tierra pura china? ... Todas las personas tienen esta fuerza de la mente, y puesto que ya tienen la facultad (benneng) de crear una tierra pura, todos pueden hacer el voto glorioso Para hacer de este mundo una tierra pura y trabajar duro para lograrlo ".
Esto entre muchas cosas fue una de las mayores ideas de reforma de Taixu. Él creía que la única manera de terminar con el sufrimiento en este mundo era traer la Tierra Pura a ella. Intentó hacerlo a través de muchos medios, incluyendo la reorganización de la Sangha. Desafortunadamente para Taixu, sus intentos de propagación global del Dharma fracasaron. La mayoría de sus instituciones que fueron creadas para ayudar a lograr esta mejor vida fueron aplastadas por muchas cosas diferentes, incluyendo a los comunistas.